# Kolonin Saybrook
Kolonin Saybrook (engelska: Saybrook Colony) var en engelsk besittning i Nordamerika. Den grundades 1635, och upphörde 1644.

### Fotnoter
1. ↑  ”Connecticut” (på engelska). World Statesmen. http://www.worldstatesmen.org/US_states_A-D.html#Connecticut. Läst 28 maj 2013.